# Livingston (Guatemala)
Pour les articles homonymes, voir Livingston.
Livingston est une ville de l'extrême est du Guatemala située sur le bord de la mer des Caraïbes, à l'embouchure du Rio Dulce sur le golfe du Honduras.
Sa particularité est de ne pas avoir de route terrestre qui la relie au reste du pays. Les communications avec le reste du monde se faisant majoritairement par mer avec le port bananier de Puerto Barrios qui se trouve au sud-est à un peu plus d'une heure de navigation, ou avec le Belize voisin.
La majorité de la population est composée de Garifunas.
Un aérodrome, construit dans les années 1970, est tombé en déshérence et ne peut plus assurer de trafic aérien. Les seuls moyens de communication, en cas d'urgence, sont assurés par hélicoptère.
Le village vit partiellement du tourisme, avec un certain nombre d'hôtels et de pensions. Il y a un peu d'élevage et l'agriculture est essentiellement consacrée à l'huile de palme.

## Dans la culture populaire
Une scène du film Terminator: Dark Fate s'y déroule.